# USS Mercy (AH-4)
USS Mercy (ID-1305), później (AH-4) – okręt szpitalny United States Navy z okresu I wojny światowej. Był pierwszym okrętem amerykańskim noszącym tę nazwę. Wcześniej znany jako SS „Saratoga” – parowiec Ward Line służący na linii Nowy Jork – Hawana, uważany w swoim czasie za najszybszy statek parowy w przybrzeżnym handlu. Przed służbą w barwach US Navy pełnił także rolę jednostki transportowej dla United States Army pod nazwą USAT „Saratoga”. Ten okres zakończył kolizją w pobliżu Staten Island.
W czasie służby w US Navy „Mercy” odbył cztery transatlantyckie podróże do Francji, przewożąc do Stanów Zjednoczonych prawie dwa tysiące rannych. Po zakończeniu I wojny światowej bazował w Filadelfii i na krótko w 1924 roku był odstawiony do rezerwy. Wycofany ze służby w roku 1934, został wypożyczony Federal Emergency Relief Administration, skreślony z listy w 1938 roku i zezłomowany w roku 1939.
Następnym statkiem ochrzczonym tym imieniem został USNS Mercy (T-AH-19).

## SS „Saratoga”
„Saratoga” został zwodowany w marcu 1907 roku w stoczni William Cramp and Sons w Filadelfii dla Ward Line. Statek wszedł do służby w tym samym roku i pływał na linii pomiędzy Nowym Jorkiem a Hawaną, gdzie służył przez kolejne dziesięć lat. Był uznawany za jeden z najszybszych statków parowych w handlu przybrzeżnym.
Krótko po wejściu do służby nowy liniowiec w czasie sztormu został staranowany przez trzymasztowy szkuner. „Saratoga” płynął z Hawany z prędkością 16 węzłów, gdy o godzinie 01:00 29 października 1907 roku żaglowiec wbił się w niego, obcierając ćwierć jego lewej burty. Uszkodzenia na liniowcu były minimalne, ale szkuner stracił część ożaglowania.
W marcu 1911 roku kapitan „Saratogi”, Cleveland Downs, został aresztowany w Nowym Jorku pod zarzutem okrucieństwa wobec zwierząt, ponieważ transportowane na statku żywe żółwie były nieodpowiednio przechowywane, tj. ze związanymi płetwami i do góry nogami. Downs twierdził, że jest to standardowa procedura i wnioskował o odrzucenie zarzutów. Także innego kapitana statku spotkały problemy z prawem: w czerwcu 1912 roku Frank L. Miller został aresztowany przez szeryfa w Nowym Jorku i zmuszony do zapłacenia 2500 dolarów odszkodowania w związku z cywilnym oskarżeniem go przez byłego członka załogi o bezprawne uwięzienie. Aresztowanie kapitana opóźniło wyjście statku w rejs o dwie godziny.
16 marca 1912 roku „Saratoga” stała w odległości kilkuset jardów od krążownika pancernego USS „Maine”, gdy ten po podniesieniu z dna był ponownie zatapiany, tym razem w Zatoce Meksykańskiej. Z pokładu statku pasażerowie i załoga obserwowali tonięcie jednostki, której pierwotne zatonięcie stało się bezpośrednim pretekstem do wybuchu konfliktu hiszpańsko-amerykańskiego.
26 października 1914 roku w godzinach od 19:30 do 21:00 „Saratoga” płynęła w odległości 40 mil morskich na północ od Virginia Capes (i 240 mil morskich na południe od latarniowca „Scotland”), gdy pasażerowie i załoga zobaczyli błyski i usłyszeli coś, co uznali za odgłos dział dużego kalibru. Doszli do wniosku, że są świadkami bitwy morskiej. Spekulacje w tym czasie skupiły się na konfrontacji pomiędzy niemieckim krążownikiem SMS „Karlsruhe” (który topił brytyjskie statki w rejonie Atlantyku i Karaibów) oraz brytyjskim krążownikiem HMS „Essex” lub HMS „Suffolk”. W prasie sugerowano jednak, że „Saratoga” była jedynie świadkiem ćwiczeń artyleryjskich US Navy
W czasie służby jako liniowiec pasażerki „Saratoga” przewiozła sporo znanych pasażerów pomiędzy Nowym Jorkiem i portami karaibskimi. Mario García Menocal płynął z Hawany do Nowego Jorku w „sprawie osobistej” po przegranych wyborach na stanowisko prezydenta Kuby w 1908 roku. W 1913 roku Cipriano Castro, były prezydent Wenezueli (1899-1909) płynął do Hawany w celach zdrowotnych. Artykuł w The New York Times spekulował, że w ramach przygotowań do próby odzyskania władzy w Wenezueli (co ostatecznie nigdy nie nastąpiło), Castro ma zamiar spotkać się w Hawanie z towarzyszami i „zawodowymi rewolucjonistami”. W lutym 1914 roku kardynał Farley, rzymskokatolicki arcybiskup Nowego Jorku w latach 1902 – 1918, udał na pokładzie „Saratogi” w podróż na Bahamy.
23 maja 1917 roku „Saratoga” i SS „Havana” (jej siostrzany statek z Ward Line) zostały zarekwirowane przez rząd amerykański. 2 czerwca, po powrocie z ostatniej komercyjnej podróży na Kubę, statek został przekazany United States Army do służby transportowej.

## USAT „Saratoga”
Po zarekwirowaniu parowiec został przekazany Armii 2 czerwca 1917 roku i stał się armijnym transportowcem USAT „Saratoga”. Został w szybkim tempie przerobiony do pełnienia obowiązków transportowca wojska i stał się członkiem pierwszego amerykańskiego konwoju z żołnierzami płynącego do Francji w czasie I wojny światowej. Konwój przepłynął koło Ambrose Light rankiem 14 czerwca 1917 roku, kierując się w stronę Brestu. „Saratodze” w rejsie towarzyszyły inne transportowce Armii: „Havana”, USAT „Tenadores” i USAT „Pastores”, krążownik USS „Seattle” (ACR-11), transportowiec (krążownik pomocniczy) USS „DeKalb” (ID-3010), niszczyciele USS „Wilkes” (DD-67), USS „Terry” (DD-25), USS „Roe” (DD-24) oraz przerobiony jacht USS „Corsair” (SP-159)

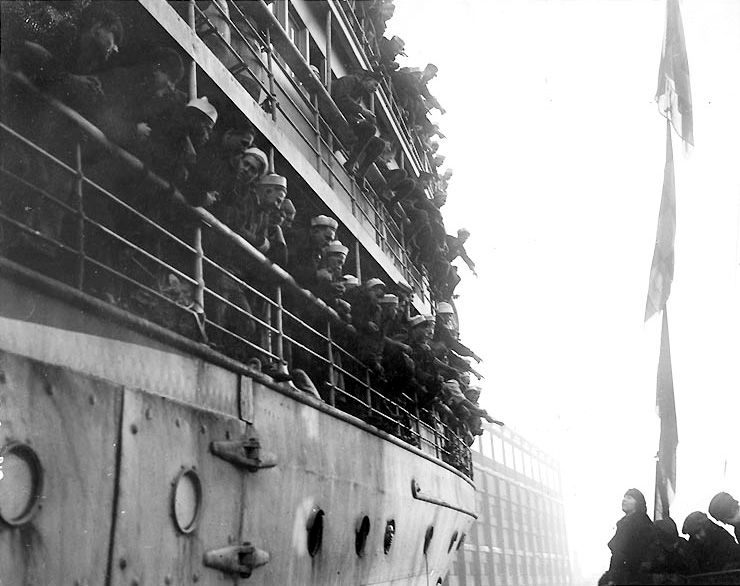
„Mercy” wpływa do Nowego Jorku z rannymi żołnierzami po sztormowej transatlantyckiej podróży, 12 grudnia 1918 r.

22 czerwca o godzinie 22:15 w odległości około 850 mil morskich od Brestu grupa, w której płynął „Saratoga”, została zaatakowana przez okręty podwodne. Dwie torpedy przeszły w pobliżu „Havany”, a dwie kolejne – przed i za USS „DeKalb”. Jednostki eskorty nie uzyskały kontaktu z U-Bootami, a konwój, rozproszony przez alarm, zgrupował się dopiero następnego ranka. Grupa, zaniepokojona aktywnością okrętów podwodnych wroga w pobliżu Brestu, zmieniła kurs do Saint-Nazaire, gdzie dotarła 25 czerwca.
Po powrocie do Stanów Zjednoczonych „Saratoga” zaokrętowała 1200 pasażerów w Hoboken 30 lipca. Następnego dnia, w ramach przygotowań do rejsu do Francji, transportowiec przeszedł na kotwicowisko w Tompkinsville (Staten Island). Wśród pasażerów na pokładzie były pielęgniarki z Army's Base Hospital No. 8. By uniknąć panującego upału wiele pielęgniarek wróciło do swoich kabin po lunchu, by pozbyć się ciężkich wełnianych uniformów. Około 13:30 na kotwicowisku lewa burta „Saratogi” został staranowana przez SS „Panama” z Panama Steamship Company po tym, jak obsługa maszynowni tego statku źle zrozumiała rozkazy z mostka. Siła uderzenia spowodowała naruszenie nitowania w pobliżu linii wodnej; powstała 30-stopowa wyrwa. Statek zaczął nabierać przechyłu prawie natychmiast, wkrótce został wydany rozkaz opuszczenia pokładu. Pasażerowie, w tym pielęgniarki, często nie w pełni ubrane, zgłosili się do wyznaczonych łodzi ratowniczych, a statek został ewakuowany w uporządkowany sposób. Bliskość brzegu i duża liczba małych jednostek w pobliżu pozwoliła na ewakuację wszystkich członków załogi i pasażerów. „Panama” odniosła jedynie powierzchowne zniszczenia, zaś „Saratoga” podniosła kotwicę i została odholowana w pobliże stoczni Morse Dry Dock & Repair Company, gdzie osadzono ją na płyciźnie. Pasażerowie ze statku zostali zebrani z jednostek ratowniczych i załadowani na pokład USAT „Finland” i dopłynęli do Francji 6 sierpnia.

## USS „Mercy”
27 września 1917 roku US Navy nabyła „Saratogę” od Departamentu Wojny. 30 października 1917 roku rozpoczęła się jego konwersja na okręt szpitalny w New York Navy Yard (Brooklyn). Jednostka weszła do służby 24 stycznia 1918 roku jako USS „Mercy”. Statek wraz z USS „Comfort” (AH-3) (dawnym kompanem z Ward Line „Havana”) były pierwszymi okrętami szpitalnymi obsadzanymi także przez kobiety pielęgniarki. Obie jednostki zostały wyposażone w najnowszy sprzęt z dziedziny chirurgii, techniki rentgenowskiej i mogły pomieścić 500 pacjentów każdy.
„Mercy” została przydzielona do Floty Atlantyku i operowała w rejonie Chesapeake Bay, z Yorktown (Wirginia) jako portem macierzystym, obsługując rannych podczas wojny: transportowała ich ze statków i okrętów do szpitali położonych na lądzie. W październiku 1918 roku statek udał się do Nowego Jorku, by dołączyć do Służby Krążowniczej i Transportowej (ang. Cruiser and Transport Service). 3 listopada okręt szpitalny opuścił Nowy Jork i wyruszył w swoją pierwszą z czterech podróży do Francji. Do 25 marca 1919 roku przewiózł 1977 rannych.

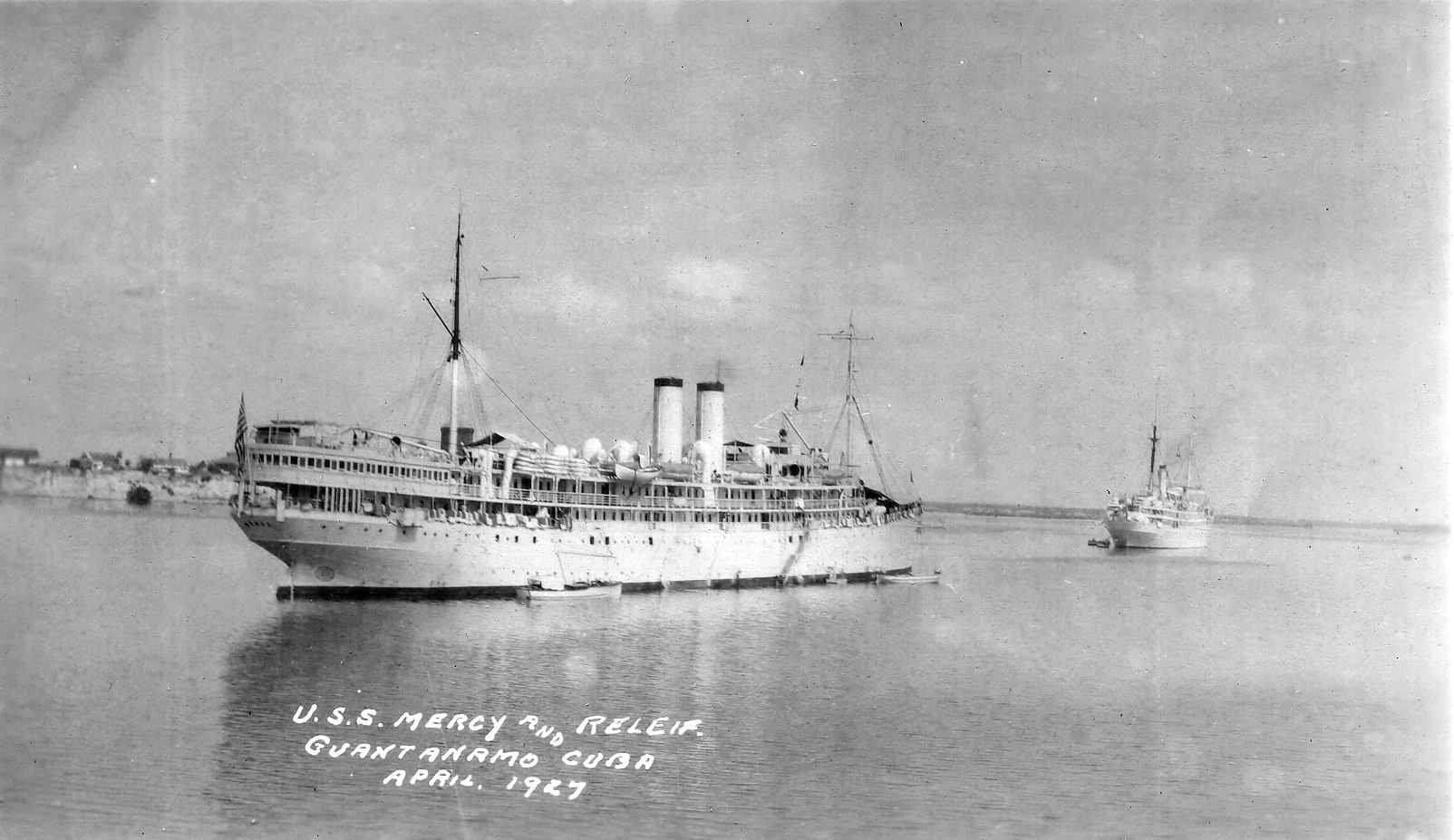
„Mercy” i USS „Relief” (AH-1) widziane na kotwicowisku w okolicy Naval Station Guantanamo Bay na Kubie w kwietniu 1917 roku. Zwraca uwagę brak oznaczeń szpitalnych na obu jednostkach.

Po I wojnie światowej, przez kolejne 15 lat „Mercy” służyła w pobliżu wschodniego wybrzeża USA bazując w Filadelfii. W lipcu 1920 roku statek otrzymał oznaczenie „AH-4”.
Od 1 grudnia 1924 roku do 1 września 1925 roku okręt pozostawał w rezerwie w Philadelphia Naval Shipyard. 25 listopada przeszedł do ograniczonej służby (ang. reduced commission), do pełnej służby wrócił 1 września 1926 roku. Na początku 1927 roku „Mercy” została pomalowana na biało bez oznaczeń szpitalnych, ale do czasu wizyty w 1931 roku w Vancouver oznaczenia zostały przywrócone.
„Mercy” pozostawała w służbie do momentu wynajęcia przez filadelfijski oddział Federal Emergency Relief Administration 23 marca 1934 roku. Zakotwiczony w Girard Point okręt służył jako dom dla maks. 300 bezdomnych. 20 kwietnia 1938 roku został skreślony z rejestru, a 16 marca 1939 roku sprzedano go na złom firmie Boston Iron & Metals Company z Baltimore.